# Dipodinae
Sous-famille
Synonymes
- Paradipodinae Pavlinov and Shenbrot, 1983
- Dipsidae Gray, 1821
- Gerboidae Waterhouse, 1839
- Paradipodini Pavlinov and Shenbrot, 1983
- Stylodipodina Zazhigin and Lopatin, 2000

La sous-famille des Dipodinae a été créée par le zoologiste russe d'origine allemande Johann Fischer von Waldheim (1771-1853) en 1817. Elle comprend les genres de gerboises à doigts en dents de peigne (comb-toed jerboa en anglais) suivants :

## Liste des genres
Selon Mammal Species of the World (version 3, 2005)  (29 mai 2016), ITIS (29 mai 2016) et NCBI (29 mai 2016):
- genre Dipus, ce genre est monospécifique
- genre Eremodipus, monospécifique
- genre Jaculus
- genre Paradipus, monospécifique.
- genre Stylodipus